# Leptocytheridae
Leptocytheridae is een familie van kreeftachtigen uit de klasse van de Ostracoda (mosselkreeftjes).

## Geslachten
- Aenigmocythere Bonaduce, Masoli & Pugliese, 1976
- Amnicythere Devoto, 1965
- Bisulcocythere Ayress & Swanson, 1991
- Callistocythere Ruggieri, 1953
- Caudoleptocythere (Yassini & Jones, 1995)
- Chartocythere Buryndina, 1969
- Cluthia Neale, 1973
- Cryptocythere Mandelstam, 1958
- Gambiella Witte, 1985
- Gujaratella Khosla, 1979 †
- Ishizakiella McKenzie & Sudijono, 1981 †
- Leptocythere Sars, 1925
- Mediocytherideis Mandelstam, 1956
- Mesocythere Hartmann, 1956
- Neocytheromorpha Guan, 1978 †
- Palusleptocythere Nakao & Tsukagoshi, 2002
- Paratanella Jellinek, 1993
- Swansonella Guise, 2001
- Tanella Kingma, 1948 †
- Vandiemencythere Ayress & Warne, 1993 †